# Folke Edenhall
Folke Sigvard Edenhall, född 24 juli 1918 i Västerås, död 20 februari 2008, var en svensk arkitekt.
Efter examen från Kungliga Tekniska högskolan i Stockholm 1947 och från Kungliga Konsthögskolan där 1952 blev Edenhall stadsarkitekt i Eksjö 1954, stadsplanearkitekt i Gävle 1956 och var stadsarkitekt där 1960–65, varefter han bedrev egen arkitektverksamhet i samma stad. Han efterträddes på stadsarkitektposten av Erik Larsson.